# Periporphyrus
Periporphyrus – rodzaj ptaków z rodziny kardynałów (Cardinalidae).

## Występowanie
Rodzaj obejmuje gatunki występujące w Meksyku, Wenezueli, Gujanie, Surinamie, Gujanie Francuskiej i Brazylii.

## Morfologia
Długość ciała 20,5–22 cm, masa ciała 48–60 g.

## Systematyka
Rodzaj zdefiniował w 1850 roku niemiecki botanik i zoolog Ludwig Reichenbach w książce swojego autorstwa o tytule Avium systema naturale. Reichenbach nie wskazał gatunku typowego; w ramach późniejszego oznaczenia w 1855 roku angielski ornitolog George Robert Gray na typ nomenklatoryczny wyznaczył kostogryza czerwonego (P. erythromelas).

### Etymologia
- Periporphyrus: gr. περι peri ‘niezmiernie’; πορφυρεος porphureos ‘ciemnoczerwony’[6].
- Rhodothraupis: gr. ῥοδον rhodon ‘róża’; θραυπις thraupis ‘nieznany mały ptak’, być może jakiś gatunek zięby[7]. Typ nomenklatoryczny (oryginalne oznaczenie): Fringilla celaeno M.C.H. Lichtenstein, 1830 (= Tanagra Celaeno Deppe, 1830).

### Podział systematyczny
Do rodzaju należą następujące gatunki:
- Periporphyrus celaeno (Deppe, 1830) – kostogryz szkarłatny
- Periporphyrus erythromelas (J.F. Gmelin, 1789) – kostogryz czerwony